# HMS Sjöormen (Sor)
HMS Sjöormen (Sor) var en ubåt av Sjöormen-klass byggd vid Kockums Mekaniska Verkstads AB i Malmö och levererades 1968. I samband med provturen fick fartyget sin devis, som lyder: Esse non videri (Att vara men inte synas).
Sjöormen var en enkelskrovsubåt, konstruerad för att helt kunna uppträda i undervattensläge. Ubåten var kortare än tidigare båtar, men innehöll i gengäld två våningar. Första ubåt i världen med kryssroder, det vill säga diagonalt placerade styrfenor i stället för sido- och höjdroder.
HMS Sjöormen såldes 1997 tillsammans med sina fyra systerubåtar till Singapore, som därmed för första gången kunde bygga upp ett ubåtsvapen. I Singapore fick hon namnet Centurion efter den romerska befälstiteln Centurion.

## Populärkultur
Sjöormen deltog i filmen SOS – en segelsällskapsresa (1988).